# Curtis Motor Car Company
Curtis Motor Car Company war ein US-amerikanischer Hersteller von Automobilen.

## Unternehmensgeschichte
Das Unternehmen wurde 1920 in Little Rock in Arkansas gegründet. Die Idee dazu stammte vom ehemaligen Bürgermeister Charles E. Taylor. Als Chefingenieur wurde F. H. Berger von General Motors angestellt. Von 1920 bis 1921 entstanden Automobile mit dem Markennamen Curtis. Im April 1921 folgte die Insolvenz. Laut einer Quelle entstanden insgesamt 46 oder 53 Fahrzeuge. Eine andere Quelle nennt entweder 30 oder 45 bis 60 Fahrzeuge.

## Fahrzeuge
Viele Teile wurden zugekauft. So stammten der Vierzylindermotor mit 45 PS von Herschell-Spillman und der Sechszylindermotor mit 55 PS von der Continental Motors Company. Der Radstand betrug 284 cm. Eine Abbildung zeigt einen Tourenwagen.